# Выртсъярв
Вы́ртсъярв (эст. Võrtsjärv) — пресноводное озеро на юге Эстонии, на границе уездов Тартумаа, Вильяндимаа и Валгамаа. Площадь составляет около 269,19 км², это крупнейшее озеро Эстонии после Чудского озера и самый большой внутренний водоём страны.
Объём воды — 0,75 км³. Средняя глубина — 2,8 м, наибольшая — 6 м. Площадь водосборного бассейна — 3380 км². Высота над уровнем моря — 33 м.
В озеро впадают реки Вяйке-Эмайыги, Тарвасту, Тянассилма, Ыхне, Лейе, Адули и другие. Из озера Выртсъярв берёт своё начало река Эмайыги, впадающая в Чудское озеро.
В 1818 году на льду озера В. Я. Струве начал свои астрономо-тригонометрические работы по составлению точной карты Лифляндской губернии, ставшие первым шагом по созданию так называемой Дуги Струве.
Озеро является местом разведения угря и других деликатесных пород рыбы. В год вылавливается до 250 тонн рыбы.
На берегу озера — лимнологическая станция.